# Los Piratas (àlbum)
Los Piratas fou el primer àlbum de la banda espanyola Los Piratas, publicat l'any 1992 per Warner Music Group i amb la producció de Javier Abreu. Es tractava d'un àlbum de directe que contenia cançons interpretades per la banda en un concert realitzat a la sala CDB de Vigo a l'octubre del mateix any.

## Llista de cançons
| Núm.          | Títol                   | Durada |
| ------------- | ----------------------- | ------ |
| 1.            | «Quiero verte respirar» | 3:36   |
| 2.            | «Dentro del mar»        | 3:46   |
| 3.            | «La tormenta»           | 3:21   |
| 4.            | «L.S.D.»                |        |
| 5.            | «Oh! nena»              | 3:49   |
| 6.            | «El sombrero»           | 5:23   |
| 7.            | «Quiero hacerte gritar» | 3:31   |
| 8.            | «Al otro lado»          | 3:28   |
| 9.            | «Tú me ves»             | 5:15   |
| 10.           | «Se pasa la vida»       | 3:51   |
| Durada total: | Durada total:           | 36:00  |